# Quiricus und Julitta

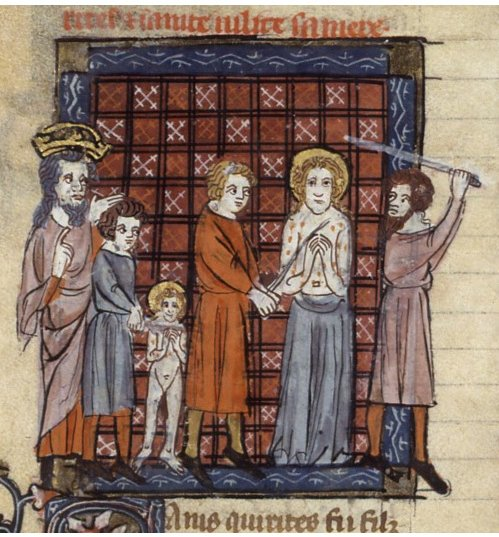
Martyrium des heiligen Quiricus und der heiligen Julitta, französische Handschrift, 15. Jh.

Quiricus und Julitta werden in der katholischen und in der orthodoxen Kirche als Heilige verehrt. Der Legende nach sollen sie zu Beginn des 4. Jahrhunderts in Tarsos (in der heutigen Türkei) unter dem römischen Kaiser Diokletian den Märtyrertod erlitten haben. Nach dem katholischen Heiligenkalender wird ihr Fest am 16. Juni begangen, in der orthodoxen Kirche am 15. Juli.

## Namen
- Andere Namen bzw. Schreibweisen für Quiricus lauten: Cyricus, Cyr, Cergue(s), Ciergues, Chirico, Quirico, Quilico, Kirik, Quirique, Quiriac, Quirze, Quirc.[1] (Verwechslungen mit Cyrus, einem ägyptischen Arzt und Märtyrer des 3./4. Jahrhunderts, sind möglich.)
- Andere Namen bzw. Schreibweisen für Julitta lauten: Julietta, Giulietta, Julita.

## Legende
Nach der Legende war Julitta eine reiche Witwe aus einer vornehmen Familie, die in Iconium, der heutigen türkischen Stadt Konya, lebte und sich zum Christentum bekehrt hatte. Während der Christenverfolgung wollte sie mit zwei Mägden und ihrem drei Jahre, nach einer anderen Version drei Monate alten Sohn Quiricus aus ihrer Heimatstadt nach Seleukia fliehen. In Kilikien, in der Stadt Tarsos, dem heutigen Tarsus, wurden sie als Christen erkannt und dem Statthalter vorgeführt. Julitta wurde gefoltert und ihr Sohn, den der Statthalter im Arm hielt, begann zu schreien und verkratzte diesem das Gesicht. Daraufhin warf der Statthalter das Kind eine Treppe hinunter, wobei sein Schädel zerbrach. Julitta weinte nicht, sondern war stolz darauf, dass der Sohn ihr im Märtyrertod vorangegangen war. Julitta wurde enthauptet; ihr Leichnam und der ihres Sohnes wurden vor die Stadt gebracht und in eine Grube geworfen. Eine der Mägde soll die Leichen geborgen und bestattet haben.

## Traum Karls des Großen

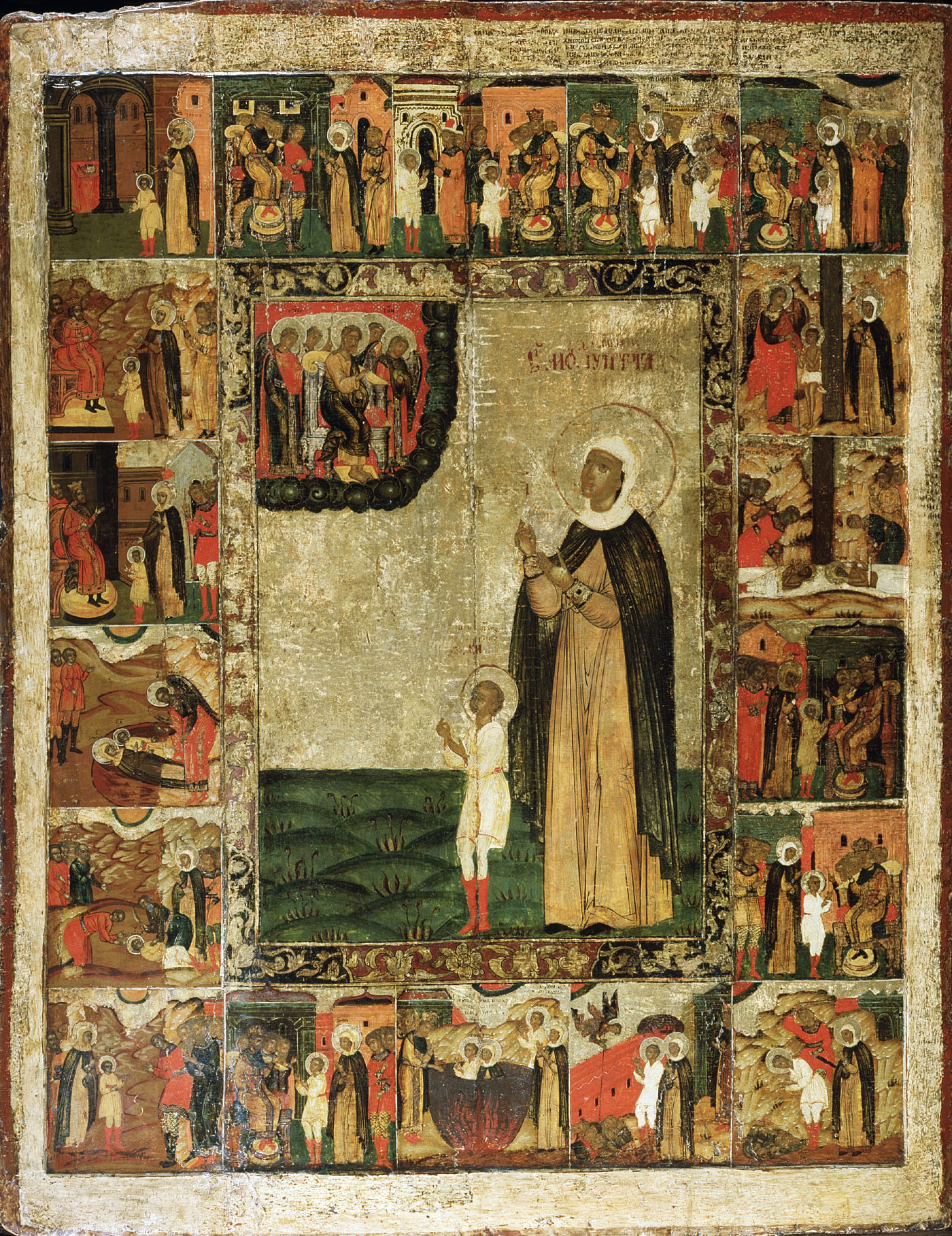
Russische Ikone (um 1600)

In Frankreich ist die Kathedrale Saint-Cyr-et-Sainte-Julitte in Nevers den beiden Märtyrern geweiht. In der Legenda Aurea wird sie mit einer weiteren Legende in Zusammenhang gebracht. Danach hatte Karl der Große einen Traum, in dem er auf einer Jagd verletzt worden war. Da erschien ihm ein halbnacktes Kind auf einem Wildschwein und versprach, ihn vor dem Tode zu retten, wenn es dafür Kleidung bekäme. Der Bischof von Nevers deutete diesen Traum als Aufforderung des Heiligen an den Kaiser, das schadhafte Dach der Kathedrale erneuern zu lassen. Wegen dieser Legende wird der heilige Quiricus als nacktes Kind auf einem Wildschwein reitend dargestellt.

## Reliquien
Der heilige Amâtre, Bischof von Auxerre von 388 bis 418, soll die Reliquien der Heiligen nach Frankreich gebracht haben, die später über Marseille auch nach Rom gelangt sein sollen. Heute werden Reliquien der Heiligen in der Kathedrale von Nevers und im Kloster Saint-Amand bei Tournai verehrt.

## Schutzpatrone
Quiricus und Julitta gelten als Schutzpatrone für Familien und für kranke Kinder.

## Verehrung als Stadtpatrone oder Ortsheilige
- Saint-Cergues, Gemeinde im französischen Département Haute-Savoie in der Region Auvergne-Rhône-Alpes
- Saint-Cergue, Gemeinde im Distrikt Nyon des Kantons Waadt in der Schweiz
- Sweti Kirik i Julita (oder Sweti Kirik), bulgarische Insel im Schwarzen Meer